# Adolfo Fenoglio
Adolfo Fenoglio (Torino, 11 luglio 1936) è un attore e doppiatore italiano.

## Biografia
Ha doppiato attori come Tony Bonner in Attacco nel deserto, Luis Avalos in OP Center, Sam Wanamaker nella serie TV Olocausto e alcuni personaggi di cartoni animati, tra cui il Re dei cuori in Alice nel paese delle meraviglie, il dottor Duncan in Fiocchi di cotone per Jeanie, Hoobs in Il piccolo Lord, Arles in I Cavalieri dello zodiaco, Ivan Oozee in Power Rangers - Il film, Phos in Berserk e ha diretto il doppiaggio di Godzilla.
Da attore ha recitato a livello teatrale, in sceneggiati come L'amante di Lady Chatterley (2002) e altre opere di Luigi Pirandello, William Shakespeare e Carlo Goldoni, mentre in televisione viene ricordato per aver interpretato il ruolo dello zio Carlo nelle serie TV con Cristina D'Avena, tra il 1988 e il 1990.

## Filmografia

### Cinema
- La notte dell'innamorato (1963)
- Ancora una volta prima di lasciarci, regia di Giuliano Biagetti (1973)
- Il trasformista, regia di Luca Barbareschi (2002)

### Televisione
- Album di famiglia (1965)
- Qui squadra mobile (1973)
- Accadde a Zurigo (1981)
- La medicina conquistata (1985)
- Aeroporto internazionale – serie TV (1985)
- Cinque storie inquietanti, episodio Il treno delle cinque (1987)
- Arriva Cristina (1988)
- Cristina (1989)
- Passioni (1989)
- Cri Cri (1990-1991)
- Cristina, l'Europa siamo noi (1991)
- Casa Vianello, episodio terza stagione 3x07 (1992)
- CentoVetrine (2002)
- Mafalda di Savoia (2006)
- Lo smemorato di Collegno (2009)
- Nebbie e delitti, episodio Vite difficili (2009)

## Prosa televisiva Rai
- I burosauri di Silvano Ambrogi, regia di Ruggero Jacobbi, trasmessa il 17 giugno 1964.
- Nascita di Salomè, regia di Guglielmo Morandi, trasmessa il 7 novembre 1967.
- Il corsaro di Marcel Achard, regia di Anton Giulio Majano, trasmessa il 19 febbraio 1971.
- Vita, amori, autocensura e morte in scena del signor Molière..., regia di Luigi Squarzina, trasmessa il 13 febbraio 1976.
- La casa nuova di Carlo Goldoni, regia di Luigi Squarzina, trasmessa il 29 ottobre 1976.
- Pensaci, Giacomino! di Luigi Pirandello, regia di Ernesto Calindri, trasmessa il 2 novembre 1996.

## Doppiaggio

### Film cinema
- Luis Avalos in OP Center
- Royce D. Applegate in Gettysburg
- Tony Bonner in Attacco nel deserto
- James Handy in Un poliziotto a 4 zampe 2
- Paul Freeman in Power Rangers - Il film
- Carlos Lasarte in Rec
- Paul Naschy in Rottweiler

### Film d'animazione
- Prof. Houla ne Il mistero della pietra azzurra - Il film
- Rettore ne Il poema del vento e degli alberi
- Wangdochi in Super Kid

### Film TV e miniserie
- Adam West in Supereroi per caso: Le disavventure di Batman e Robin
- Dick Stilwell ne Il mistero di Loch Ness

### Telefilm
- Don Knotts in Tre cuori in affitto (2ª ediz.)
- Peadar Lamb in Mystic Knights - Quattro cavalieri nella leggenda
- Dermot Crowley in Call Red
- Patrick McAlliney in Mi benedica padre
- Pete Duel e Roger Davis in Due onesti fuorilegge

### Telenovelas
- Luiz Gustavo in Cara a cara

### Cartoni animati
- Mr. Herriman ne Gli amici immaginari di casa Foster
- Signor Gufo in Franklin e Franklin and Friends
- Dr. Mania in Tutti in viaggio verso Pandalandia
- L'Intelligenza Suprema in Silver Surfer
- Talpa ne La principessa dai capelli blu
- Dr. Duncan in Fiocchi di cotone per Jeanie
- Hobbs in Piccolo Lord
- Prof. Herriot in Caccia al tesoro con Montana